# Das ist meine Freude

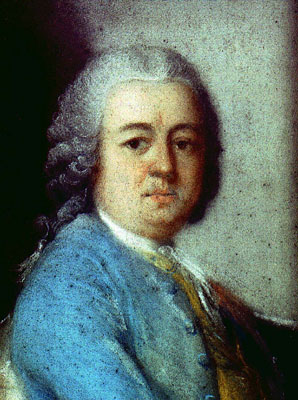
Johann Ludwig Bach

Das ist meine Freude is een dubbelkorig (SATB) motet van de Duitse componist Johann Ludwig Bach (1677-1731).
Bach was kapelmeester in Meiningen, in Thüringen en staat daarom bekend als de Meininger Bach. Hij componeerde voornamelijk kerkmuziek, waarvan vooral zijn motetten gelden als voorbeeldig. Van zijn orkestrale werk is het merendeel verloren gegaan. Zijn kerkmuziek evenwel werd door zijn verre verwant Johann Sebastian Bach in ere gehouden of hersteld. Dat geldt ook voor het motet Das ist meine Freude, gebaseerd op psalm 73,28. Het motet is geschreven voor dubbel koor, en sterk fugatisch. 

## Tekst
Das ist meine Freude,
daß ich mich zu Gott halte
und meine Zuversicht setzte auf den Herrn
(in vertaling)
Dat is mijn vreugde,
dat ik God nabij ben
en mijn vertrouwen stel op de Heer.